# مونيا رمادي الرأس
مونيا رمادي الرأس (الاسم العلمي: Lonchura caniceps) (بالإنجليزية: Grey-headed Munia)‏ هي نوع من الطيور تتبع جنس المونيا من فصيلة شمعية المنقار.